# 아서 월쉬
아서 월쉬(Arthur Walsh, 1923년 6월 15일 ~ 1995년 9월 24일)는 미국의 배우이다.
캐나다에서 태어났다.

## 영화
- 미스틱 피자 (1988년)
- 마지막 함성 (1958년)
- 쓰리 세일러스 앤 어 걸 (1953년)
- 달에서 온 레이더 맨 (1952년)
- 미스터 임페리엄 (1951년)
- 작은 아씨들 (1949년)
- 유 가터 스테이 해피 (1948년)
- 외딴 섬에서 당신과 함께 (1948년)
- 빅 시티 (1948년)
- 래시의 용기 (1946년)
- 노 리브, 노 러브 (1946년)
- 이지 투 웨드 (1946년)
- 황야의 결투 (1946년)
- 데이 워 익스펜더블 (1945년)
- 왓 넥스트 코포럴 하그로브 (1945년)
- 자매와 수병 (1944년)
- 스테이지 도어 캔틴 (1943년)